# Corynosoma strumosum
Espèce
Corynosoma strumosum est une espèce de vers parasites de la famille des Polymorphidae (embranchement des acanthocéphales).

## Hôtes
Corynosoma strumosum infecte notamment les phoques comme le Phoque annelé de la Baltique (Pusa hispida botnica) ou le Phoque commun (Phoca vitulina) et des mustélidés comme la Loutre d'Europe (Lutra lutra) ou le Vison d'Europe (Mustela lutreola).
Cet acanthocéphale est présent dans des poissons comme Platichthys stellatus et Lepidopsetta bilineata.

## Systématique
Le nom valide complet (avec auteur) de ce taxon est Corynosoma strumosum (Rudophi, 1802) Lühe (d), 1904.
L'espèce a été initialement classée dans le genre Echinorhynchus sous le protonyme Echinorhynchus strumosus Rudolphi, 1802.
Corynosoma strumosum a pour synonymes :
- Corynosoma ambispigerinum Harada, 1935
- Corynosoma ambispinigerum Harada, 1935
- Corynosoma carchariae Linton, 1891
- Corynosoma gibber (Olsson, 1894) Lühe, 1911
- Corynosoma incrassatus Linton, 1891
- Corynosoma striatus Villot, 1875
- Corynosoma ventricosum (Rudolphi, 1809)
- Echinorhynchus gibber Olsson, 1894
- Echinorhynchus gibbosus Rudolphi, 1809
- Echinorhynchus hystrix Bremser, 1824
- Echinorhynchus striatus Villot, 1875
- Echinorhynchus strumosus Rudolphi, 1802
- Echinorhynchus ventricosus K.A.Rudolphi, 1809
- Echinosoma gibber (Olsson, 1894) Porta, 1907